# Стояновский, Константин Никитич
Константин Никитич Стояновский (21 мая 1855 — ?) — российский генерал, участник Первой мировой войны.

## Биография
Казак Кубанского казачьего войска. В службу вступил в 1872 году. Окончил Ставропольское казачье юнкерское училище, в 1877 выпущен хорунжим в Полтавский 1-й казачий полк. Участвовал в русско-турецкой войне 1877—1878 и кампаниях 1879—1881 в Туркестане. Сотник (1881), есаул (1884). Окончил Офицерскую кавалерийскую школу. Войсковой старшина (1901). Командир 2-го Лабинского казачьего полка (1905—1908), полковник (1906). Командир 1-го Уманского казачьего полка (1908—1910), генерал-майор (1910). В 1910—1913 годах командир 1-й бригады 2-й Кавказской казачьей дивизии. Уволен от службы с чином генерал-лейтенанта по возрастному цензу с мундиром и пенсией (31.12.1913).
После начала Первой мировой войны 22 октября 1914 года возвращён на службу в чине генерал-майора. Начальник 3-й Забайкальской Отдельной казачьей бригады (22.10.1914 — 30.12.1915), переброшенной в 1915 году на Кавказский фронт и Персидский театр. Участвовал в рейде Шарпантье и битве при Манцикерте. С июля 1915 года бригада действовала в Иранском Азербайджане.
С 30 декабря 1915 года состоял в резерве чинов при штабе Кавказского ВО.

## Награды
- орден Святого Станислава 3-й ст. с мечами и бантом (1877)
- орден Святой Анны 4-й ст. (1880)
- орден Святой Анны 3-й ст. с мечами и бантом (1880)
- орден Святого Владимира 4-й ст. с мечами и бантом (1881)
- орден Святого Станислава 2-й ст. (1896)
- орден Святой Анны 2-й ст. (1908)